# 神州纐纈城
『神州纐纈城（しんしゅうこうけつじょう）』は、国枝史郎による長編伝奇時代小説。未完ではあるが、傑作と評される。
石川賢が漫画化している。

## 概要
プラトン社の雑誌『苦楽』の1925年（大正14年）1月号から1926年（大正15年）10月号まで連載されたが、完結しないまま第21回で中断された。1933年（昭和8年）7月、春陽堂の「日本小説文庫」から、第16回までを収めた『神州纐纈城 前篇』が刊行されたが、続きは刊行されず、1943年（昭和18年）に作者の国枝が没したため未完作品となった。1968年（昭和43年）8月、桃源社より初めて完全な形で刊行された。
『宇治拾遺物語』の「慈覚大師、纐纈城に入り行く事」を下敷きにした伝奇小説で、戦国時代の富士山麓に跋扈する怪人たちを描いた群像劇である。
土師清二は、レオニド・アンドレーエフの短編小説『ラザルス』の影響を指摘している。また清水潤は、マルセル・シュウォッブの小説『黄金仮面の王』の影響を指摘している。

## あらすじ
永禄元年（1558年）のある春の夜。武田信玄家臣の土屋庄三郎昌春は、散策の途中、怪しい老人から、真紅の布（）を売りつけられる。その布を月の光に透かして見た庄三郎は、「謹製 土屋庄八郎昌猛」という文字を見出して驚愕する。それは16年前、天文11年（1542年）に謎の失踪を遂げた父親の名だったからである。翌日、日の光に透かしてみても、紅巾には何の文字も浮かばなかったが、庄三郎は、父の行方を知る手がかりとして、紅巾を肌身離さず持ち歩くことにした。
庄八郎の妻のお妙は、かつて庄八郎の弟・土屋主水昌季の恋人であったものを、庄八郎が横取りしたものであり、それゆえ庄八郎は、二人の関係が続いているのではないかと疑っていた。そのような状況が続いたあげく、まず庄八郎、ついでお妙、最後に主水が、相次いで謎の失踪を遂げ、残された庄三郎は親族の土屋右衛門に引き取られて育てられていたのである。
その年の夏、躑躅ヶ崎館での軍議の最中、庄三郎が懐に持っていた紅巾がひとりでに抜け出した。それを追いかけた庄三郎は、富士の裾野の「三道の辻」なる場所で、そこで鎧の上に血染めの経帷子をまとった騎馬武者の一行と遭遇する。地元の木こりの老人によれば、彼らは本栖湖中にある水城（）の武士たちで、人狩りを行っているのだという。庄三郎は、彼らの纏う経帷子の色が、自分の持つ紅巾と同じであることに気づく。
7月18日、武田家の宴席において、快川長老から自身の奇妙な体験について尋ねられた庄三郎は、快川に紅巾を見せる。快川によれば、その布は『宇治拾遺物語』の「慈覚大師纐纈城に入り給ふ事」に登場する血染めの布、「纐纈」であり、しかも日本製であるという。
庄三郎は、纐纈は本栖湖の水城・纐纈城で作られており、父・庄八郎は水城に捕らえられているのではないか、と考え、誰にも告げることなく一人で本栖湖に向かった。途中、凶悪な盗賊・三合目陶物師、元上杉家臣で薬師の直江蔵人などに出会い、やがて彼は役ノ行者の後継を自認する有髪の僧、光明優婆塞に率いられた富士教団神秘境に遭遇する。だが、光明優婆塞は盗賊・三合目陶物師との問答に敗れ、教団を放棄して出奔してしまい、指導者を失った教団は崩壊する。正三郎は理性を失った教団の人々に襲われ、気を失ったまま独木船で富士の地底を流れる川を漂流し、やがて纐纈城にたどりつく。
一方、庄三郎の出奔を知った武田信玄は、無断で国土を離れた者は縛り首に処す、という甲州の掟に従い、高坂弾正の妾腹の子、甚太郎に庄三郎の捕縛を命じる。鳥刺に変装した甚太郎は、纐纈城を発見し、単身、そこへ乗り込む。
纐纈城主、実は土屋庄八郎は、甚太郎と接触したことで過去を思い出し、庄三郎が纐纈城に漂着したのと入れ替わりに、甲府へ戻ろうと纐纈城を去る。だが、纐纈城主は「奔馬性癩患」という世界唯一の奇病に蝕まれており、常に仮面を被っていた。奔馬性癩患は極めて感染力が強く進行が速い病気で、罹患者に触れた者は一瞬にして罹患し、全身が腐っていくのだった。理性を失った纐纈城主は、「祝福」と称して奔馬性癩患を次々にうつしていき、甲府城下を恐怖のどん底に叩き落とす。

## 登場人物
土屋庄三郎昌春
武田信玄の家臣で、土屋惣蔵昌恒の甥。永禄元年に20歳。優美な若武士だが、瞑想的で現実のことを好まない。塚原卜伝の弟子である松岡兵庫之助の門弟。
纐纈布を謎の老人に売りつけられたことから奇妙な運命に巻き込まれ、16年前に失踪した父・庄八郎の消息を追って甲府を出奔し富士山麓に向かう。
物語の序盤（第1回第2節）で主人公であると明言されているが、実際に主人公的な役割をつとめているのは第1回から第3回までと、第12回から第13回までのみである。
土屋惣蔵昌恒
土屋宗家当主。庄八郎、主水の長兄で庄三郎の伯父。のちに天目山で武田勝頼と最期を共にすることになる忠義無類の勇士。作中では名前のみ言及される。
土屋庄八郎昌猛／纐纈城主
土屋庄三郎の父で、惣蔵の弟、主水の兄。天文5年（1536年）に19歳で、武田晴信（信玄）より3歳年上。天文5年、晴信の初陣において、海口城主平賀源心を討ち取った武勇の人であり、晴信に父・信虎の追放を進言した人物でもある。
天文11年（1542年）に出奔。その後の詳しい経緯は不明だが、永禄元年現在は本栖湖中に水城（纐纈城）を構え、仮面を被り、纐纈城主となっている。「奔馬性癩患」という世界唯一の病気に罹患しており、その身体に直接触れた者は一瞬にしてその病気に罹患し、全身が腐ってしまう。高坂甚太郎と接触したのを機に故郷の甲府が恋しくなり、半ば理性を失った状態で甲府に現れて奔馬性癩患を流行させ、「火柱の主」として恐れられる。
妻のお妙のかつての恋人であった弟の主水を憎んでおり、纐纈城主となってからも、光明優婆塞となった弟の率いる富士教団にしばしば攻撃を仕掛けている。庄三郎が自分の子ではなく弟の子ではないかと疑っている。
土屋主水昌季（つちや もんど まさすえ）／光明優婆塞（こうみょううばそく）
惣蔵・庄八郎の弟で庄三郎の叔父。武勇一途の2人の兄と異なり、文雅の人。武田信玄作の和歌の多くを代作した。
天文11年、お妙をめぐり庄八郎に決闘を迫られるも、それを避け、死を決意して富士の裾野を放浪する。迷い込んだ洞窟の中で役ノ小角のミイラと出会ったことをきっかけに、教法の使者になることを決意し、「光明優婆塞」と名乗り富士教団を組織し、富士の裾野に宗教的理想郷を築き上げようとする。しかし、陶物師との問答に敗れ、自ら教団を放棄してしまう。その後、乞食僧の姿で甲府を訪れ、纐纈城主のもたらした奔馬性癩患を終息させる。
妙（たえ）
高坂弾正の娘で庄八郎の妻、庄三郎の母。主水と相思相愛の中であったが、主水の兄である庄八郎と結婚することになった。
天文11年、庄八郎が失踪した後に同じく謎の失踪を遂げており、以後の消息は全く言及されていない。
土屋右衛門
庄三郎の縁戚で養父。お妙と庄八郎が謎の失踪を遂げたのち、孤児となった庄三郎を引き取る。
甚兵衛
庄三郎の下僕。
武田信玄
甲斐国大名。老獪な性格である一方、快川には「駄々っ児」と評されている。
快川長老
乾徳山恵林寺の住職で信玄帰依の名僧。紅巾が「纐纈」であることを指摘する。
真田源五郎
武田信玄の近習。庄三郎と親しい。
高坂弾正
武田信玄の第一の寵臣。妙、甚太郎の父。
高坂甚太郎
高坂弾正の妾腹の子。14歳。武田信玄から命じられ、鳥刺に変装し庄三郎を追う。まだ幼いところがある一方、奔放な性格で先天的犯罪者の気があり、信玄に対して「楯無しの鎧」を盗むと予告し、その通りに盗み出したことがある。纐纈城を発見し潜入、大暴れして脱出したのち、月子のもとに転がり込む。庄三郎のことを「従兄」と呼んでいる（血縁上は、甚太郎は庄三郎の叔父であり、したがって庄三郎は甚太郎の年上の甥にあたる）。
山本道鬼（勘助）
武田信玄に仕える兵法家。甲府に奔馬性癩患が流行し惨事となっている中、戦車の建造にいそしむ。
白須法印
武田信玄の奥医師。
三合目陶器師（さんごうめ すえものし）／北条内記
富士の裾野を根城とする盗賊。永禄元年現在、37 - 38歳。「陶物師」の名の通り、主向きは陶器焼きを生業としている。美男だが残忍無比。土子土呂之介の弟子で天真正伝神道流の達人。
元は「北条内記」と名乗る北条家の侍大将であったが、その醜い容貌を嫌われ、妻の園女を伴源之丞に寝取られてしまった上、家中の誰もが園女と源之丞の味方をするのでいたたまれなくなり、女敵討ちのために浪人となり、やがて殺人鬼にまで身を落とした。現在の顔は月子に造顔してもらったものである。光明優婆塞との問答で優婆塞を打ち負かすが、自らもその後は人を斬れなくなってしまう。しかし、毛利薪兵衛に古傷を指摘されたことで、再び人が斬れるようになる。
園女
北条内記の元妻。伴源之丞と駈け落ちし、諸大名の妾となっては逃亡することを繰り返していた。内記から逃れるため、月子に「悲哀の顔」に造顔してもらう。
伴源之丞
元北条家家臣。小田原生まれ。北条内記の妻・園女と駈け落ちし、諸大名の奥方や側室に取り込んでは逃亡することを繰り返していた。内記から逃れるため、月子に「恐怖の顔」に造顔してもらう。
毛利薪兵衛
富士山麓の草賊の長。元北条家家臣。陶物師（北条内記）の古い知り合いで、かつては身分の差で圧迫され、賊となってからも技量の差で圧倒されてきた。陶物師の古傷を指摘し、斬り捨てられる。
月子
面作師。富士の人穴に籠っている。永禄元年現在、28 - 29歳くらいの美女。日本唯一の造顔師でもあり、造顔手術を行っている。極重悪人の顔を持った人間に会うのが望み。
直江蔵人（なおえ くらんど）
薬師。富士の裾野、鍵手ヶ原の森に隠遁している。かつては上杉謙信の家臣であったが、20歳のとき、謙信の命令で巨大な月の輪熊を仕留めた際、熊の顔が笑って見えたことに恐怖し、以来、武功を立てることが空しくなり、薬師となった。武人を等しく軽蔑している。しかし、その薬「五臓丸」は人間の五臓から作ったものである。
松虫
直江蔵人の娘。
直江主水氏康
松虫の従兄。学者肌で武術にかけては素人同然。蔵人からは自らの後継になることを期待されている。
塚原卜伝（塚原小太郎義勝）
天下に知られた剣聖。人間の五臓から作られた妙薬「五臓丸」を入手し、その製法が越後上杉の軍用薬と似ていることから、製造者が直江蔵人であることを突き止め、蔵人を斬ろうとする。しかし、蔵人によって逆に説得され、以後、行動を共にする。
菊丸
塚原卜伝の侍童。
上杉謙信
越後国大名。卜伝と面識がある。五臓丸を入手する。
穴水小四郎
纐纈城の相伴頭（実は獄卒）。
万兵衛
纐纈城の首斬り役。
有髪の尼僧
甲斐と信濃の国境、富士見高原のどん詰り、八ヶ岳の渓谷にある僧院の主。どんな悪行の人間でも匿ってくれるという。作中では噂話のみが語られている。笠井潔は、その正体は庄八郎の妻の妙ではないかと推測している。

## 用語
奔馬性癩患（ほんばせいらいかん）
架空の病気。作中では癩患（ハンセン病）の一種とされている。患者に接触しただけで感染する強烈な感染力と、通常の癩患では数十年間にわたって徐々に進行する皮膚疾患が一瞬にして進行する、という異常な進行速度が特徴。はるか昔に絶滅したものと信じられていたが、世界唯一の患者であった纐纈城主によって甲府にもたらされる。
五臓丸
南蛮渡来の万病に効く妙薬で、人間の五臓から作られたもの。本物は水に入れるとポンと天井に飛び上がる。猿の五臓から作った偽物もある程度の薬効がある。

## 評価
未完のまま放棄された作品であることもあり、長らく幻の作品とされてきたが、発表後40年以上たった1968年、桃源社から初めて完全な形で刊行されたことで再評価が始まった。また、桃源社版の刊行は、戦前の怪奇幻想小説・探偵小説のリバイバル・ブームのきっかけとなり、その後に大きな影響を与えた。
大井廣介によれば、埴谷雄高は本作を中里介山『大菩薩峠』・白井喬二『富士に立つ影』とともに、大衆文芸の三大傑作だと評価していたという。
桃源社の編集者であった八貴昇司（筆名・八木昇、のち社長）は、国枝史郎の未亡人に再刊の許可をもらいに行ったところ、「完結してませんよ。あんなの出せませんよ」と当惑されたという。
三島由紀夫は、桃源社版の刊行直後に、『波』に連載中であった「小説とは何か」の第4回（1969年新春号掲載）で本作を取り上げ、以下のように高く評価している。

## 影響
- 友成純一は著作『怪物団』の電子版あとがきにおいて、夢野久作の『ドグラマグラ』と並んで本作に「強烈極まりない影響」を受けたと記している。
- 永井豪は石川賢作画の『神州纐纈城』単行本あとがきで本作に影響を受けて漫画『凄ノ王』を執筆したことを書いている。
- 田中芳樹は本作を読んでみたものの「纐纈城」の元ネタである『宇治拾遺物語』巻第十三「慈覚大師 纐纈城ニ入ル事」の続きではなかったため、自身で『纐纈城綺譚』を執筆することにしたことを『纐纈城綺譚』のあとがきに記している。
- 栗本薫『グイン・サーガ』の第1巻に登場する、業病をわずらう「黒伯爵」こと城主ヴァーノン伯爵のキャラクターは、「奔馬性癩患」を患っていた纐纈城主に由来する。

## 書誌
- 『神州纐纈城 前篇』春陽堂〈日本小説文庫〉、1933年。 - 後篇は刊行されていない。
- 『神州纐纈城』桃源社、1968年。 - 初めて連載分を全収録。
- 『神州纐纈城』上・下 講談社〈国枝史郎伝奇文庫〉、1973年。
- 『昭和国民文学全集 7 角田喜久雄・国枝史郎集』筑摩書房、1974年。
- 『増補新版 昭和国民文学全集 10 角田喜久雄・国枝史郎集』筑摩書房、1978年。
- 『神州纐纈城』六興出版、1982年4月。
- 『国枝史郎伝奇全集 巻2』未知谷、1993年1月。 ISBN 4-915841-06-5
- 『神州纐纈城』講談社〈文庫コレクション大衆文学館〉、1995年3月。 ISBN 4-06-262002-2
- 『神州纐纈城』河出書房新社〈河出文庫〉、2007年11月。 ISBN 978-4-309-40875-0

## 漫画
- 石川賢とダイナミックプロ『マンガ 神州纐纈城』全4巻 講談社コミッククリエイト、2004年 - 2005年。
  - 『マンガ 神州纐纈城』上・下 講談社コミッククリエイト〈講談社漫画文庫〉、2006年。